# 本願寺聖人伝絵
『本願寺聖人伝絵』（ほんがんじしょうにんでんね）は、浄土真宗の宗祖とされる親鸞の生涯をつづった絵詞である。親鸞の曾孫である本願寺第3世の覚如による著作である。特に詩の部分は『御伝鈔』（ごでんしょう）、絵を「御絵伝」（ごえでん）という。
本願寺系寺院では、最重要行事である「報恩講」にて、「御絵伝」を余間に奉掛し『御伝鈔』を拝読する。

## 概要
初稿本は永仁3年（1295年）に書かれた。十三段からなる絵巻物であり、詞は覚如が撰述し、絵は浄賀法眼に描かせる。しかし建武3年（1336年）の戦火により本願寺と共に焼失した。
次版本は康永2年（1343年）に書き直される。その際に、拝観の便を考え、詞を『御伝鈔』と絵を「御絵伝」の別仕立てとする。詞は上巻八段・下巻七段の十五段と二段増補する。「御絵伝」は、浄賀法眼の子・円寂と門人・宗舜に描かせる。
『御伝鈔』には真筆が3本現存し、「専修寺本」・「西本願寺本」・「康永本」と称される。

### 覚如による錯誤
『本願寺聖人伝絵』には覚如による錯誤が確認されている。それは第二段の「吉水入室」と第三段の「六角告命」の順序とその年次の誤りである。「専修寺本」と「康永本」では、吉水入室を「建仁第三乃暦」、六角告命を「建仁三年辛酉」と記され、「西本願寺本」は、吉水入室を「建仁第一乃暦」、六角告命を「建仁三年癸亥」と記されている。
しかし「恵信尼消息」には、「山を出でて、六角堂に百日こもらせ給いて、後世を祈らせ給いけるに、九十五日のあか月、聖徳太子の文をむすびて、示現にあずからせ給いて候いければ、やがてそのあか月、出でさせ給いて、後世の助からんずる縁にあいまいらせんと、たずねまいらせて、法然上人にあいまいらせて、又、六角堂に百日こもらせ給いて候いけるように、又、百か日、降るにも照るにも、いかなる大事にも、参りてありしに…」とあるため、六角参籠後に吉水入室が正しい時系列である。
また「吉水入室」の年次について、親鸞の『教行信証』「化身土巻」に「然愚禿釈鸞建仁辛酉暦棄雑行兮帰本願」と記されている。「建仁辛酉暦」は建仁元年のことであり、「吉水入室」を「建仁第三乃暦」（建仁3年）とするのは誤りである。
『御伝鈔』の「建仁第三乃暦」・「建仁三年辛酉」・「建仁三年癸亥」の記述は、覚如が「建仁辛酉暦」を「建仁三年」と誤解したことによる誤記と考えられる。正しくは、「六角告命」後に「吉水入室」の順で、その年はいずれも建仁元年である。

## 参照
1. ↑  「康永本」とは、東本願寺蔵康永本のこと。
2. ↑  然愚禿釈鸞建仁辛酉暦棄雑行兮帰本願 - しかるに愚禿釈の鸞 建仁辛の酉の暦 雑行を棄てて本願に帰す
3. ↑  高松信英、野田晋 『親鸞聖人伝絵 -御伝鈔に学ぶ-』補注、P107「七、吉水入室の年次」・P108「九、建仁元年」。
4. ↑  平松令三 『親鸞』P.45-97。